# تایمز هند
روزنامه تایمز هند یا تایمز آف ایندیا (به انگلیسی: The Times of India) که با مخفف آن TOI نیز شناخته می‌شود، یک روزنامه انگلیسی زبان چاپ هند و رسانه خبری دیجیتال است که تحت مالکیت و مدیریت گروه تایمز قرار دارد. تایمز هند، سومین روزنامه بزرگ در هند از نظر تیراژ و پرفروش‌ترین نشریهٔ روزانه انگلیسی زبان در جهان است. اولین نسخه این روزنامه در سال ۱۸۳۸ منتشر شد که قدیمی‌ترین روزنامه انگلیسی زبان در هند و دومین روزنامه قدیمی هندی است که هنوز در گردش است.
این روزنامه با نام مستعار «بانوی پیر بوری باندر» (The Old Lady of Bori Bunder) نیز شناخته می‌شود.
نزدیک به آغاز قرن بیستم، لرد کرزن، نایب السلطنه هند، تایمز هند را «روزنامه پیشرو در آسیا» نامید. در سال ۱۹۹۱، بی‌بی‌سی این روزنامه را در میان شش روزنامه برتر جهان قرار داد.
در مطالعه Brand Trust Report India در سال ۲۰۱۹، تایمز هند به عنوان معتبرترین روزنامه انگلیسی زبان در هند رتبه‌بندی شد. رویترز در یک نظرسنجی، تایمز هند را به‌عنوان معتبرترین برند خبری رسانه‌ای هند رتبه‌بندی کرد. در دهه‌های اخیر، این روزنامه به دلیل رویه دریافت مالی از افراد و نهادها در ازای پوشش مثبت در صنعت خبر هند، مورد انتقاد قرار گرفته‌است.